# Stenosoma carinata
Stenosoma carinata is een pissebed uit de familie Idoteidae. De wetenschappelijke naam van de soort is voor het eerst geldig gepubliceerd in 1814 door Lucas.